# Tony Santic
Tony Santic, né en 1952 sur l'île de Lastovo en Croatie, est un multi-millionnaire australien.
Il est âgé de six ans lorsque ses parents émigrent en Australie en 1958. Après avoir vécu à Geelong, sa famille déménage à Port Lincoln. Avec Sime Sarin, un autre Croate d'origine, Hagen Stehr et Joe Puglisi, Tony Stantic est un des plus importants thoniers d'Australie. Il est extrêmement populaire grâce à son pur-sang Makybe Diva qui a remporté la Melbourne Cup à trois reprises.